# Stefano Battistelli
Stefano Battistelli, noto anche con il soprannome di Bibi (Roma, 6 marzo 1970), è un ex nuotatore italiano, il primo uomo a vincere una medaglia ai Giochi olimpici nel nuoto, sedici anni dopo Novella Calligaris.

## Carriera
È stato un nuotatore polivalente a livello internazionale, capace di essere competitivo in tutti gli stili in cui ha gareggiato. All'inizio della sua lunga carriera è stato prevalentemente stileliberista, per poi ottenere migliori risultati nel dorso e nei misti, continuando a dare un importante contributo quando ha nuotato nelle staffette.
Ha debuttato ai campionati europei giovanili di Ginevra del luglio 1985 appena quindicenne salendo sul podio nella staffetta 4 × 200 m stile libero, bronzo, e nei 400 e 1500 m stile libero, argento e oro, il suo primo internazionale. Poche settimane dopo ha vinto le sue prime medaglie ai campionati italiani assoluti. Nel 1986 ha proseguito la sua crescita vincendo il suo primo titolo italiano nei 1500 m stile libero per poi andare agli Europei giovanili di Berlino ovest, dove di medaglie ne ha vinte cinque: argento nei 200 m e nei 400 m stile libero, oro nei 1500 m, nei 200 m dorso e nei 400 m misti. Ad agosto viene convocato per i campionati mondiali di Madrid, e nella finale dei 1500 m stile libero migliora il primato italiano e arriva secondo battuto solo da Rainer Henkel e precedendo Daniel Jorgensen e Vladimir Sal'nikov.
Nel 1987 gareggia ad agosto ai campionati europei di Strasburgo dove partecipa a quattro finali: 200 m dorso e 400 m misti e le staffette 4 × 200 m stile libero e 4 × 100 m mista. Un mese dopo è a Latakia, in Siria, per i Giochi del Mediterraneo dove vince quattro ori: 100 e 200 m dorso, 400 m misti e 4 × 100 m mista. Nel 1988 ha vinto sei titoli italiani nei campionati primaverili ed estivi, ma quell'anno ci sono i Giochi della XXVI Olimpiade a Seul come evento più importante dell'anno. Nei 200 m dorso e nei 1500 m stile libero non supera le batterie, ma va in finale nei 400 m misti e vince, primo italiano maschio, una medaglia: bronzo dietro Tamás Darnyi e David Wharton.
Il 1989 è stato un altro anno positivo per Stefano: ai campionati europei di Bonn va ancora quattro volte sul podio vincendo un oro nella staffetta 4 × 200 m stile libero con Massimo Trevisan, Roberto Gleria e Giorgio Lamberti e un altro nei 200 m dorso; altri due podi vengono dai 400 m misti, terzo, e dalla 4 × 100 m mista, altro bronzo con Gianni Minervini, Marco Braida e Lamberti. Continua ad essere competitivo anche in Italia, vincendo otto campionati nazionali tra il 1989 e il 1990.
L'anno 1991 è cominciato a gennaio a Perth, con i campionati mondiali australiani in cui va cinque volte in finale: vince ancora il bronzo nei 400 m misti dietro a Tamás Darnyi e Eric Namesnik, e nella staffetta 4 × 200 m stile libero con Emanuele Idini, Gleria e Lamberti: la sua seconda medaglia d'argento ai mondiali la vince nei 200 m dorso, battuto da Martín López-Zubero ma davanti a Vladimir Sel'kov. Completano la sua partecipazione una finale nei 100 m dorso e il quinto posto nella 4 × 100 m mista con Minervini, Leonardo Michelotti e Lamberti. Quell'anno ha gareggiato ancora in due occasioni ad Atene: a luglio per i Giochi del Mediterraneo è primo con la 4 × 200 m stile libero e secondo nei 200 m dorso; un mese dopo agli europei arriva ancora un argento nella 4 × 200 m stile libero, con la stessa formazione che ha nuotato ai mondiali.
Nel 1992 viene convocato per i Giochi Olimpici di Barcellona dove nuota come dorsista e staffettista: nei 200 m dorso va per la seconda volta su un podio olimpico, bronzo dietro a López-Zubero e a Selkov. Va in finale anche con la 4 × 200 m stile libero con Massimo Trevisan al posto di Idini.
Negli anni successivi non ha avuto il successo della sua prima parte di carriera; sia agli Europei di Sheffield del 1993 che ai campionati mondiali del 1994 disputati proprio a Roma, non è riuscito ad entrare in nessuna finale. C'è riuscito a Vienna agli Europei del 1995 nei 400 m misti: sesto. Non ha però preso parte ai giochi del 1996 ad Atlanta. Ha vinto ancora due medaglie internazionali nel 1997: bronzo nei 200 m dorso ai Giochi del Mediterraneo di Bari, gara in cui va poi in finale agli Europei di Siviglia per poi partecipare alle Universiadi a Messina dove arriva terzo nei 400 m misti. Ha concluso la sua carriera internazionale ai mondiali del 1998 ancora a Perth nuotando nei 200 m dorso: ai campionati italiani nel 1999 ha chiuso invece vincendo la staffetta 4 x 100 m mista.
È stato primatista italiano in gare diverse come gli 800 e i 1500 m stile libero, i 100 e i 200 m dorso, i 400 m misti e nelle staffette 4 x 200 m stile libero per undici anni e nella 4 x 100 m mista per nove.

## Palmarès
| Giochi olimpici                   | 1500 m st. libero        | 100 m dorso           | 200 m dorso                 | 400 m misti               | 4 × 200 m st. libero               | 4 × 100 m mista                 |
| 1988 Seul Corea del Sud           | 20º in batteria 15'36"54 | ---                   | 17º in batteria 2'03"63     | Bronzo 4'18"01            | ---                                | ---                             |
| 1992 Barcellona Spagna            | ---                      | 23º in batteria 57"40 | Bronzo 1'59"40              | ---                       | 5º - 7'18"10 frazione: 1'51"04     |                                 |
| Campionati del mondo              | 1500 m st. libero        | 100 m dorso           | 200 m dorso                 | 400 m misti               | 4 × 200 m st. libero               | 4 × 100 m mista                 |
| 1986 Madrid Spagna                | Argento 15'14"80         | ---                   | ---                         | ---                       | ---                                | ---                             |
| 1991 Perth Australia              | ---                      | 8º 57"03              | Argento 1'59"98             | Bronzo 4'16"50            | Bronzo: 7'17"18 frazione: 1'50"22  | 5º - 3'42"29 frazione: 57"01    |
| 1994 Roma Italia                  | ---                      | ---                   | 2º in finale B 2'01"47      | ---                       | ---                                | ---                             |
| 1998 Perth Australia              | ---                      | ---                   | 3º in finale B 2'03"03      | ---                       | ---                                | ---                             |
| Campionati europei                | 1500 m st. libero        | 100 m dorso           | 200 m dorso                 | 400 m misti               | 4 × 200 m st. libero               | 4 × 100 m mista                 |
| 1987 Strasburgo Francia           | ---                      | ---                   | 8º 2'03"84                  | 5º 4'21"87                | 6º - 7'27"33 :                     | 4º - 3'46"63 :                  |
| 1989 Bonn Germania Ovest          | ---                      | ---                   | Oro 1'59"96                 | Bronzo 4'19"13            | Oro: 7'15"39 frazione: 1'51"82     | Bronzo: 3'43"14 frazione: 57"40 |
| 1991 Atene Grecia                 | ---                      | ---                   | 6º 2'00"89                  | 4º 4'22"23                | Argento: 7'18"30 frazione: 1'51"38 | ---                             |
| 1993 Sheffield Regno Unito        | ---                      | ---                   | elim. in batteria 2'02"01   | elim. in batteria 4'26"44 | ---                                | ---                             |
| 1995 Vienna Austria               | ---                      | ---                   | elim. in semifinale 2'03"18 | 6º 4'22"83                | ---                                | ---                             |
| 1997 Siviglia Spagna              | ---                      | ---                   | 6º 2'01"75                  | ---                       | ---                                | ---                             |
| Giochi del Mediterraneo           | ---                      | 100 m dorso           | 200 m dorso                 | 400 m misti               | 4 × 200 m st. libero               | 4 × 100 m mista                 |
| 1987 Latakia Siria                | ---                      | Oro 58"09             | Oro 2'03"73                 | Oro 4'25"59               | ---                                | Oro: 3'44"60 :                  |
| 1991 Atene Grecia                 | ---                      | ---                   | Argento 2'02"33             | ---                       | Oro: 7'28"71 :                     |                                 |
| 1997 Bari Italia                  | ---                      | ---                   | Bronzo 2'02"09              | ---                       | ---                                | ---                             |
| Universiadi                       | ---                      | ---                   | ---                         | 400 m misti               | ---                                | ---                             |
| 1997 Messina Italia               | ---                      | ---                   | ---                         | Bronzo 4'25"66            | ---                                | ---                             |
| Europei giovanili                 | 200 m st. libero         | 400 m st. libero      | 1500 m st. libero           | 200 m dorso               | 400 m misti                        | 4 × 200 m st. libero            |
| 1985 Ginevra Svizzera             | ---                      | Argento 4'00"88       | Oro 15'44"70                | ---                       | ---                                | Bronzo: 7'43"86 :               |
| 1986 Berlino ovest Germania Ovest | Argento 1'53"24          | Argento 3'58"21       | Oro 15'25"94                | Oro 2'07"51               | Oro 4'28"55                        | ---                             |

Altri risultati
Coppa latina (vengono elencate solo le gare individuali)
- 1987: 100 m dorso: oro, 58"65

200 m dorso: oro, 2'05"47
400 m misti: oro,
- 1988: 100 m dorso: oro, 57"41

200 m dorso: oro, 2'02"56
200 m misti: argento, 2'06"02
400 m misti: oro, 4'23"56
- 1990: 100 m dorso: argento, 56"71

200 m dorso: oro, 2'01"41
400 m misti: oro, 4'19"53

### Campionati italiani
23 titoli individuali e 8 in staffette, così ripartiti:
- 4 nei 1500 m stile libero
- 3 nei 100 m dorso
- 6 nei 200 m dorso
- 3 nei 200 m misti
- 7 nei 400 m misti
- 4 nella staffetta 4 × 200 m stile libero
- 4 nella staffetta 4 × 100 m mista
- nd = non disputata

| Anno | Edizione    | st.libero 400 m | st.libero 1500 m | st.libero 4×100 m | st.libero 4×200 m | dorso 100 m | dorso 200 m | misti 200 m | misti 400 m | mista 4×100 m |
| ---- | ----------- | --------------- | ---------------- | ----------------- | ----------------- | ----------- | ----------- | ----------- | ----------- | ------------- |
| 1985 | Estivi      | 3               | 3                | -                 | -                 | -           | -           | -           | 2           | -             |
| 1986 | Estivi      | 3               | 1                | -                 | -                 | -           | -           | -           | 3           | -             |
| 1987 | Primaverili | -               | 2                | -                 | -                 | -           | -           | -           | 1           | -             |
| 1987 | Estivi      | -               | 3                | -                 | -                 | -           | -           | -           | 1           | -             |
| 1988 | Primaverili | -               | 1                | 3                 | 2                 | 1           | 1           | -           | 1           | 3             |
| 1988 | Estivi      | -               | 1                | 3                 | 3                 | -           | 1           | -           | -           | 3             |
| 1989 | Primaverili | -               | -                | -                 | -                 | -           | 1           | 1           | 1           | -             |
| 1989 | Estivi      | -               | -                | -                 | -                 | -           | 1           | 1           | -           | 2             |
| 1990 | Primaverili | -               | -                | -                 | -                 | 1           | 1           | -           | 1           | -             |
| 1990 | Estivi      | -               | -                | -                 | 3                 | -           | -           | -           | -           | -             |
| 1991 | Estivi      | -               | -                | -                 | -                 | 2           | 2           | -           | -           | -             |
| 1992 | Primaverili | -               | -                | -                 | -                 | -           | -           | -           | 2           | -             |
| 1992 | Estivi      | -               | 1                | -                 | -                 | -           | 1           | 1           | -           | -             |
| 1993 | Estivi      | -               | -                | -                 | -                 | -           | -           | -           | 1           | -             |
| 1994 | Estivi      | -               | -                | -                 | -                 | -           | 2           | -           | -           | -             |
| 1995 | Primaverili | -               | -                | -                 | 1                 | -           | -           | -           | -           | -             |
| 1995 | Estivi      | -               | -                | -                 | 1                 | -           | 2           | 2           | 2           | 2             |
| 1996 | Primaverili | -               | -                | -                 | 1                 | 3           | 3           | -           | 3           | 2             |
| 1996 | Estivi      | -               | -                | -                 | 1                 | 2           | 3           | -           | -           | 1             |
| 1997 | Primaverili | -               | -                | -                 | 2                 | 3           | 2           | -           | -           | -             |
| 1997 | Estivi      | -               | -                | -                 | 2                 | -           | 2           | -           | 1           | 2             |
| 1998 | Primaverili | -               | -                | -                 | 3                 | -           | -           | -           | -           | 1             |
| 1998 | Estivi      | -               | -                | -                 | 3                 | 3           | -           | -           | -           | 1             |
| 1998 | Invernali   | -               | nd               | nd                | nd                | 1           | 2           | -           | -           | nd            |
| 1999 | Estivi      | -               | -                | -                 | -                 | -           | -           | -           | -           | 1             |